# Estanyol Nou
L'estanyol Nou o de can Silet el podem trobar al Pla de l'Estany. L'estanyol té 35 metres de diàmetre i 7 metres de fondària màxima.
El caminet per arribar-hi comença a peu de la carretera de circumval·lació de l'estany, a davant d'una casa anomenada Can Cisó; d'aquí el seu nom.
Aquest estanyol és el més recent, nasqué el 12 de novembre de 1978. Després d'un estiu molt sec, aquell dia es produí un esfondrament càrstic que va originar el nou estanyol. Els pollancres que hi havia s'enfonsaren i va anar sorgint la vegetació pròpia de zones aquàtiques.